# Idiostolidae
Idiostolidae  (лат.) — семейство полужесткокрылых из подотряда клопов. 3 рода и 4 вида. 

## Распространение
Представители встречаются только в Южном полушарии (Австралия и Южная Америка).

## Описание
Длина около 1 см. Форма тела вытянуто-овальная. Усики и лабиум состоят из 4 сегментов. Брюшко покрыто многочисленными трихоботриями, которые расположены на III—VII стернитах. Все абдоминальные дыхальца вентральные. Сперматеки отсутствуют. Вид Idiostolus  insularis ассоциирован с растениями рода Нотофагус (Nothofagus, Букоцветные).
Филогенетический анализ (Henry, 1997) показал родство Idiostolidae с австралийским эндемичным семейством Henicocoridae, с которым они были выделены в надсемейство Idiostoloidea, образующего монофилетическую группу.
- Idiostolus Berg, 1883 
  - Idiostolus  insularis — Аргентина и Чили
- Monteithocoris Woodward, 1968
  - Monteithocoris hirsutus Woodward, 1968 — Тасмания[4]
- Trisecus Bergroth, 1895
  - Trisecus armatus Woodward, 1968 — Новый Южный Уэльс[4]
  - Trisecus pictus Bergroth, 1895 — Тасмания, Новый Южный Уэльс, Тасмания